# Love Minus Zero/No Limit
Love Minus Zero/No Limit – piosenka skomponowana przez Boba Dylana, nagrana przez niego w styczniu i wydana na albumie Bringing It All Back Home w marcu 1965.

## Historia i charakter utworu
Tytuł piosenki jest dla większości niezrozumiały. W 1965 r. Dylan zapowiedział ten utwór następująco Tytuł tej piosenki jest jak matma, no wiecie, jak ułamek. I rzeczywiście na niektórych albumach winylowych tytuł był zapisany matematycznie
Love Minus Zero
———————
No Limit
czyli góra jest dzielona przez dół i rozwiązaniem jest „absolutnie nieskończona miłość”.
Jest to kompozycja o miłości i można ją traktować jako piosenkę stowarzyszoną z „She Belongs to Me”, pomimo – a może właśnie dlatego – że traktują one o dwóch zupełnie innych kobietach. „Love Minus Zero/No Limit” jest utworem o prawdziwej, idealnej miłości, której nic nie przeszkadza, nawet zewnętrzny chaos. I chociaż Dylan podkreśla jej moc i ceni ją za to, to końcowe wersy (kruk ze złamanym skrzydłem) ukazują także jej podatność na zranienie.
Pewien wpływ na jej poetycką stronę mógł mieć wiersz Williama Blake’a „The Sick Rose”.
Pierwszych nagrań tej piosenki dokonał Dylan 13 stycznia 1965 podczas akustycznej sesji z Johnem Sebastianem grającym na basie. Powstały wtedy trzy jej wersje. Następnego dnia, już w poszerzonym składzie, Dylan nagrał cztery wersje utworu z instrumentami elektrycznymi.
W latach 60. XX wieku piosenka ta wykonywana na koncertach Dylana nie cieszyła się wielką popularnością. Uległa wielkiej rewitalizacji podczas obu części Rolling Thunder Revue w 1975 i 1976. Od 1978 Dylan wykonywał ją zdecydowanie w szybszym tempie, dodając ekwilibrystyczne partie wykonywane na harmonijce ustnej. Po przerwie w wykonywaniu tego utworu w okresie „chrześcijańskim” artysty (jego trzy tournée, które wtedy wykonał, miały charakter tylko gospelowy), powrócił do wykonywania utworu. Obecnie prezentowany jest on w formie półakustycznej.

## Sesje i koncerty Dylana, na których wykonywał ten utwór

### 1965
- 13 stycznia 1965 – sesje nagraniowe w Columbia Studio A w Nowym Jorku
- 14 stycznia 1965 – sesje nagraniowe w Columbia Studio A w Nowym Jorku
- 12 lutego 1965 – koncert w „Troy Armory” w Troy w stanie Nowy Jork
- 27 marca 1965 – koncert w Santa Monica w stanie Kalifornia
- 7 maja 1965 – koncert w „Free Trade Hall” w Manchesterze w Anglii
- 9 maja 1965 – koncert w „Royal Albert Hall” w Londynie i Anglii
- 1 czerwca 1965 – nagrania w studio TV BBC w Londynie; program wyemitowany został 19 czerwca 1965
- 25 lipca 1965 – występ na Newport Folk Festival
- 28 sierpnia 1965 – koncert na stadionie tenisowym „Forest Hills” w Nowym Jorku
- 3 września 1965 – koncert w „Hollywood Bowl” w Los Angeles w Kalifornii
- 1 października 1965 – koncert Boba Dylana z grupą The Hawks/The Band w Carnegie Hall w Nowym Jorku
- 25 listopada 1965 – koncert w „Arie Crown Theater” w McCormick Place w Chicago w stanie Illinois

### 1966
- 5 lutego 1966 – koncert w „Westchester County Center” w White Plains w stanie Nowy Jork
- 6 lutego 1966 – koncert w „Syria Mosque” w Pittsburghu w stanie Pensylwania
- 22 lutego 1966 – koncert w „Garden Island” w Hampstead w stanie Nowy Jork

### 1971
- 1 sierpnia 1971 – „Koncert dla Bangladesz” w Madison Square Garden w Nowym Jorku

### 1972
- 4 stycznia 1974 – koncert na „Chicago Stadium” w Chicago w stanie Illinois
- 10 stycznia 1974 – koncert w „Maple Leaf Gardens” w Toronto w prow. Ontario w Kanadzie
- 14 stycznia 1974 – koncert w „Boston Gardens” w Bostonie w stanie Massachusetts
- 14 lutego 1974 – nocny koncert w „The Forum” w Ingleside w Kalifornii

### 1975
- 22 listopada 1975 – koncert w „Shapiro Gymnasium” na Brandeis University w Waltham  w Massachusetts. Był to  22 koncert w ramach Rolling Thunder Revue
- 24 listopada 1975 – koncert w „Civic Center Arena” w Hartford w stanie Connecticut
- 29 listopada 1975 – koncert w „Quebec City Coliseum” w Québec w prow. Quebec w Kanadzie
- 1 grudnia 1975 – koncert w „Maple Leaf Gardens” w Toronto w prow. Ontario w Kanadzie
- 4 grudnia 1975 – koncert w „Forum de Montréal” w Montrealu w prow. Quebec w Kanadzie. Ta wersja znajduje się na albumie The Bootleg Series Vol. 5: Bob Dylan Live 1975, The Rolling Thunder Revue
- 8 grudnia 1975 – koncert „Night of the Hurricane” w Madison Square Garden w Nowym Jorku

### 1976
- 21 stycznia 1976 – koncert w „Houston Astrodom” w Houston w stanie Teksas
- 3 maja 1976 – koncert w „The Warehouse” w Nowym Orleanie w stanie Luizjana. Jedyne wykonanie tego utworu w czasie całej drugiej części Rolling Thunder Revue

### 1978
- 20 lutego 1978 – koncert w „Nippon Budokan” w Tokio w Japonii
- 28 lutego 1978 – koncert w „Nippon Budokan” w Tokio, Ta wersja znalazła się an albumie Bob Dylan at Budokan

### 1980
- 10 listopada, 12 listopada, 15 listopada i 21 listopada 1980 – koncerty w „Fox Warfield Theater” w San Francisco w Kalifornii

### 1981
- 29 czerwca 1981 – koncert w „Earl’s Court” w Londynie w Anglii

### 1984
- 6 czerwca 1984 – koncert na „Sportpaleis Ahoy” w Rotterdamie w Holandii

### 1988
- 2 lipca 1988 – koncert w „Great Woods Performing Center” w Mansfield w stanie Massachusetts
- 6 lipca 1988 – koncert we „Frederick Mann Music Center” w Filadelfii w stanie Pensylwania

W latach 90. XX wieku i 2000. XXI wieku piosenka ta była w dalszym ciągu sporadycznie wykonywana

## Dyskografia i wideografia
Dyski (albumy)
- Bob Dylan’s Greatest Hits Vol. II (1971)
- Masterpieces (1978)
- Bob Dylan at Budokan (1979)
- The Bootleg Series Vol. 5: Bob Dylan Live 1975, The Rolling Thunder Revue

Film
- Dont Look Back (1967), (2006)
- Concert for Bangladesh (1971), (2005)
- The Other Side of the Mirror. Bob Dylan Live at the Newport Folk Festival 1963–1965 (2007)

## Wersje innych wykonawców
- Duane Eddy – Duane Does Dylan (1965)
- The Turtles – It Ain't Me, Babe (1965)
- Silkie – You've Got to Hide Your Love Away (1965)
- The Spokesmen – The Dawn of Correction (1965)
- Noel Harrison – Noel Harrison (1966)
- The Leaves – The Leaves (1966)
- P.J. Orion – P.J. Orion (1966)
- Fabulous Four – After All (1967)
- Joan Baez – Any Day Now (1968); Vanguard Sessions: Baez Sings Dylan (1998)
- Julie Felix – This Is (1970)
- Turley Richards – Turley Richards (1970)
- Leon Russell – Leon Russell and the Shelter People (1971)
- Rick Nelson – Rudy the Fifth (1971)
- Buck Owens – Bridge over Troubled Water (1971)
- Mike Batt Orchestra – Portrait of Bob Dylan (1972)
- The Flying Burrito Brothers – Southern Tracks (1990)
- The Janglers – The Janglers Play Dylan (1992)
- Eric Clapton na albumie sygnowanym przez Boba Dylana The 30th Anniversary Concert Celebration
- Judy Collins – Judy Sings Dylan... Just Like a Woman (1993)
- Rod Stewart na albumie różnych wykonawców Diana Princess of Wales Tribute (1997)
- Rich Lerner and the Groove – Cover Down (1999)
- Doug Sahm – The Return of Wayne Douglas (2000)
- Eliza Gilkyson na albumie różnych wykonawców A Nod to Bob (2001)
- 2 of Us – From Zimmerman to Genghis Khan (2001)
- Michel Montecrossa – Eternal Circle (2001)
- Fleetwood Mac – Say You Will (2003)